# ケヴィン・ドイル
ケヴィン・エドワード・ドイル（Kevin Edward Doyle, 1983年9月18日 - ）は、アイルランド共和国・ウェックスフォード県アダムスタウン出身の元プロサッカー選手。元アイルランド共和国代表。現役時代のポジションはセンターフォワード。
故郷のセント・パトリックス・アスレティックFC及びコーク・シティFCを経て、2005年にイングランド2部のレディングFCと契約する。2009年6月には、クラブ史上最高金額となる移籍金650万ポンドでウルヴァーハンプトン・ワンダラーズFCと契約。そして、クリスタル・パレスFCへ期限付き移籍をした。
アイルランド代表としては、2006年の初出場以降で60試合以上に出場し、UEFA EURO 2012でもプレーした。

## 経歴

### クラブ

#### リーグ・オブ・アイルランド時代
2001年9月に自由契約選手としてリーグ・オブ・アイルランドのセント・パトリックス・アスレティックFCに加入し、プロとしてのキャリアをスタートさせる。加入直後はクラブのU-18チームに登録されていたが、それから数週間以内の9月24日にオリエル・パークで行われた試合で後半から初出場を飾った。2003年2月から在籍したコーク・シティFCでは成功を収めており、セント・パトリックス・アスレティック時代に師事したパット・ドーラン (en) 監督の下で当初は右ウイングとして起用されていたが、程なくして本職のセンターフォワードに戻され、25得点を記録した。また、UEFAインタートトカップ 2004には、エールディヴィジのNECナイメヘン戦 (1-0) での決勝点を含む6試合2得点を記録。ターナー・クロス・スタジアムを去る直前のフィン・ハープスFC戦においては、数千人ものファンから拍手を送られた。

#### レディング
2005年6月7日に移籍金7万8000ポンドでフットボールリーグ・チャンピオンシップのレディングFCと2年契約を締結する。なお、前所属のコーク・シティは11月にリーグ優勝を果たしており、ドイルは移籍したことで不在だったものの、優勝メダルを受賞する権利を得ていた。
レディングでは、当初は控えとしての加入だったが、デイヴ・キットソンとリロイ・リタの負傷によって出場機会を得ると共に得点を量産し、リーグ優勝の原動力となっており、クラブ史上初のプレミアリーグ昇格が決定した2006年3月25日のレスター・シティFC戦での同点を含む公式戦19得点を挙げた。また、リーグの公式採点システムであるActim Indexでは、トップの数字を挙げており、更にはクラブの年間最優秀選手賞、イングランドサッカー選手協会によるPFAファン年間最優秀選手賞とPFAチャンピオンシップ・ベストイレブンにも選出される程の成功を収めた。
プレミアリーグ昇格1季目の2006-07シーズンも重要な役割を果たしており、8月23日のアストン・ヴィラFC戦（1-2）での初得点を皮切りに空中戦の強さを武器にクリスマス前までで、少年時代に応援していたマンチェスター・ユナイテッドFC戦でのペナルティーキックを含む28試合10得点を挙げる活躍からPFA年間最優秀若手選手賞の候補に選出される等、一気に注目を集めていた。しかし、2007年1月24日のエヴァートンFC戦でのハムストリングの負傷で約2ヶ月離脱した影響もあり、得点数は減少し、年間最優秀若手選手賞もセスク・ファブレガスに譲った。
翌2007-08シーズンは、中核を担っていたスティーヴ・シドウェルの移籍の影響からチームが低迷する中で自身も厳しいマークにあい、僅か6得点と昨季程の活躍を見せることが出来ず、最終節のダービー・カウンティFC戦 (4-0) で得点を挙げて勝利に導いたにもかかわらず、得失点差によってチャンピオンシップ降格となった。シーズン終了後に多くの主力選手が移籍する状況下で、自身もアストン・ヴィラへの移行の憶測が流れていたものの、最終的にプレミアリーグ復帰を目指してレディングに残留し、18得点を挙げる活躍を見せた。しかし、チームは4位でシーズンを終え、プレーオフもバーンリーFCに敗れて昇格を逃した。

#### ウルヴァーハンプトン・ワンダラーズ

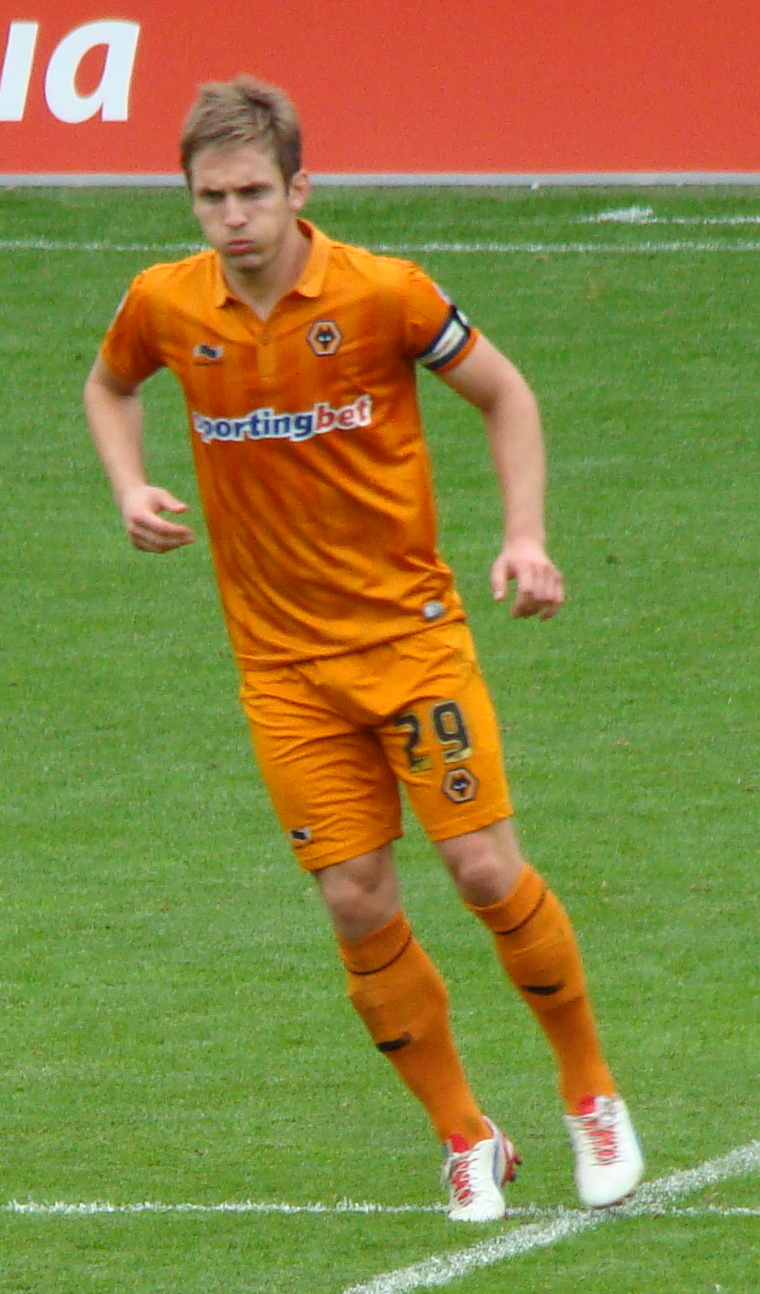
2012年、ウルヴァーハンプトン・ワンダラーズFCでのドイル

2009年6月30日にクラブ史上最高額となる移籍金650万ポンドで、プレミアリーグ昇格組のウルヴァーハンプトン・ワンダラーズFCと4年契約を締結する。ウルヴァーハンプトンでは、ヘルニア手術のためにシーズン前の親善試合の幾つかを逃し、更に代表戦での負傷によって開幕戦を欠場となっており、8月22日のマンチェスター・シティFC戦において交代で後半から初出場を飾った。9月20日のフラムFC戦において初得点を記録する。以来、昨季のチャンピオンシップの得点王だったシルヴァン・イーバンクス＝ブレイクの不調と故障も手伝い、4-5-1の1トップで定位置を掴んでおり、下位に低迷し残留争いするチームで最多の9得点を記録して15位での残留成功に貢献した。その活躍から、シーズン終了後にクラブの年間最優秀選手賞を受賞し、9月には契約を4年延長することに成功している。
2010-11シーズンは、クラブ記録とほぼ同等の移籍金で加入したスティーヴン・フレッチャーの存在からミック・マッカーシー監督によって様々な選手、様々なシステムを試される中で、ドイルは本来の力を発揮できず、12月には代表戦での負傷によって約1ヶ月・4試合欠場する苦しい時期を過ごしていたが、最終的に自身が得意とする昨季の4-5-1に戻されると共に1トップ位置に収まり、シーズン初得点を含む5得点を後半戦の間に記録する。また、2011年2月5日のマンチェスター・ユナイテッド戦では、相手の29試合無敗記録を途絶えさせる決勝点を挙げた。しかし、3月26日に再び代表戦で膝の靭帯損傷したことで最大6週間の離脱となり、5月14日のサンダーランドAFC戦において交代で後半から出場するまで復帰に時間を要した。チームは最終節で残留が決定しているが、ドイルの出番は訪れなかった。
翌2011-12シーズンは僅か4得点と停滞し、チームもチャンピオンシップへ降格しており、更に2012-13シーズンはフットボールリーグ1と2季連続で降格の憂き目にあい、シーズン終了後に就任したケニー・ジャケット (en) 監督から「彼の給与は高すぎる」と告げられたことで退団が濃厚となった。だが、2013年夏の市場で他クラブからの動きはなく、プレミアリーグ時代から在籍している数少ない選手の1人として3部の舞台でプレーすることになった。
クイーンズ・パーク・レンジャーズへの期限付き移籍
2014年1月31日にチャンピオンシップのクイーンズ・パーク・レンジャーズFCとシーズン終了までの期限付き移籍で合意する。プレミアリーグへの即時復帰を目指すチームの中でドイルは、2月1日のバーンリー戦で初出場にして初得点を挙げ、出場3試合目となった16日のレディング戦で移籍後2得点目を挙げる好調な滑り出しとなったが、3月のバーミンガム・シティFC戦での膝の負傷により、ロフタス・ロードに復帰するまでに3月と4月の多くの試合を逃した。その後、昇格プレーオフの3試合全てに出場し、プレミアリーグ復帰の手助けをした。
クリスタル・パレスへの期限付き移籍
2014年9月1日にプレミアリーグのクリスタル・パレスFCと2015年1月までの期限付き移籍で合意する。

#### コロラド・ラピッズ
2015年3月20日、コロラド・ラピッズに移籍した。
2017年9月28日、突然現役引退を表明。

### 代表
年代別代表としては、U-21代表で2004年2月のポルトガル戦において初出場及び2得点を記録し、同カテゴリーで最終的に11試合6得点を挙げる。また、2003 FIFAワールドユース選手権のメンバーに選出されており、コロンビア戦で得点を挙げた。
2005年9月27日にA代表に初招集され、2006年3月1日にランズダウン・ロードの親善試合でのスウェーデン戦において初出場を飾る。9月2日のUEFA EURO 2008予選でのドイツ戦において公式戦初先発出場を飾り、これによって4年前の家族との100ポンドの賭け、実に150対1のオッズに勝利することとなった。その後、11月のサンマリノ戦において代表初得点を挙げる活躍等を見せ、その結果として2007年2月4日にアイルランドサッカー協会が選定する2006年度の年間最優秀若手選手賞に選出され、さらに、12月にはシニア部門でも候補入りを果たした。
2007年3月にクローク・パークで行われたEURO 2008予選のスロバキア戦 (1-0) で代表2得点目にして決勝点、5月23日のエクアドル戦 (1-1) において同点弾、9月9日の敵地での同予選スロバキア戦 (2-2) では、左足による長距離シュートをゴールキーパーの右上隅へ決めており、同得点が協会選定の年間最優秀代表得点賞に選出された。11月17日の敵地での同予選ウェールズ戦では2得点を記録している。
2010 FIFAワールドカップ・ヨーロッパ予選では、ジョバンニ・トラパットーニ監督の下でロビー・キーンの理想的な相棒としての地位を確立し、サイドのダミアン・ダフとエイダン・マクギーディと共に攻撃陣を構成しており、それらの活躍から、2009年2月に協会選定の年間最優秀選手賞を受賞した。最終的に同予選は、全10試合中8試合2得点を記録しており、初戦のジョージア戦とキプロス戦でそれぞれ得点を挙げた。2009年9月8日には、ロビー・キーンを始めシェイ・ギブン等の数人の選手が不在だったために親善試合での南アフリカにおいて初主将を務めた。
2010年9月7日のアビバ・スタジアムでのアンドラ戦において、UEFA EURO 2012予選での初得点を挙げており、同得点が再び年間最優秀代表得点賞に選出された。10月11日のアルメニア戦でカルレン・ムクルチアン (en) との競り合い中に肘が入り、レッドカードによる退場処分となった。UEFA EURO 2012のイタリア戦において代表出場数50試合目を達成した。
2014 FIFAワールドカップ・ヨーロッパ予選では、初戦のカザフスタン戦においてFIFAランキング142位で格下と見られる相手に決めきれず、1点差を追いかける厳しい状況下で途中出場すると、ロビー・キーンのPKによる同点を支援するプレーを見せ、更に自身で決勝点を挙げた。それから4日後のオマーン戦において、2度目となる主将を任され、得点も挙げた。その後、クラブでの不調に連動するようにトラパットーニ監督の構想外となって代表に招集されることはなくなっていたが、後任のノエル・キング (en) 暫定監督が就任したことに伴い、2013年9月30日に同予選のドイツ戦とカザフスタン戦に向けたメンバーに招集され、不慣れなウイングの位置ながらも両試合で90分間プレーした。

## タイトル

### クラブ
コーク・シティFC
- リーグ・オブ・アイルランド：2005

レディングFC
- フットボールリーグ・チャンピオンシップ：2005-06

### 個人
- フットボールリーグ・チャンピオンシップ年間ベストイレブン：2005-06[11]
- PFAファン年間最優秀選手賞（英語版）フットボールリーグ・チャンピオンシップ部門：2005-06[10]
- フットボールリーグ・チャンピオンシップ月間最優秀選手賞：2008年9月度
- FAIインターナショナル・フットボール・アワーズ（英語版）年間最優秀U-21代表部門：2005[64]
- FAIインターナショナル・フットボール・アワーズ（英語版）年間最優秀若手選手部門：2006[45]
- FAIインターナショナル・フットボール・アワーズ（英語版）年間最優秀選手部門：2008[53], 2010[65]
- FAIインターナショナル・フットボール・アワーズ（英語版）年間最優秀代表得点部門：2007[50], 2010[56], 2012[66]